# 데미스 루소스
데미스 루소스(Demis Roussos, 1946년 6월 15일 ~ 2015년 1월 25일)는 이집트 출신 그리스의 가수이다. 이집트 알렉산드리아에서 태어났다. 독특한 바이브레이션과 전율적인 고음 처리로 동양적인 신비스러움을 강조하였다. 그리스의 민속 음악 에 현대 적인 록 비트를 혼합한 자신의 음악세계를 구축한 그는 친구인 반젤리스 등과 함께 그룹 아프로디테스 차일드를 결성하였다. 1968년에 서정적인 "Rain ＆ Tears"를 필두로 "I Want To Live", "Spring Summer Winter ＆ Fall" 등을 발표하여 대성공을 거두었다. 1971년에 솔로로 데뷔한 그는 "We Shall Dance"를 발표하여 유럽에서 인기를 얻었으며, 이어 1972년에는 호소력이 짙은 싱글 노래 "My Reason"은 팝 계에서 그의 위치를 확고히 해주었다. 1973년에는 싱글 음반 Forever And Ever가 크게 인기를 얻었고 "Goodbye My Love Goodbye"로 전성기를 맞았다. 1986년에는 Because가 인기를 얻었으며, 1987년에는 음악생활 20년을 결산하는 Voice And Vision을 발표하였다. 그리고 1990년에는 서정적인 노래 "Poesie"를 발표하였다.